# Aleksiej Michajłow
Aleksiej Dmitrijewicz Michajłow (ros. Алексей Дмитриевич Михайлов, ur. 1902 we wsi Syczowka w guberni smoleńskiej, zm. 22 września 1938) – radziecki polityk.

## Życiorys
Od 1921 należał do RKP(b). W 1937 był II sekretarzem, następnie od września 1937 do kwietnia 1938 I sekretarzem Komitetu Obwodowego KP(b)U w Czernihowie i jednocześnie od 3 czerwca do 30 sierpnia 1937 zastępcą członka, a od 30 sierpnia 1937 do 26 kwietnia 1938 członkiem KC KP(b)U. 25 marca 1938 został aresztowany i następnie rozstrzelany podczas wielkiej czystki.